# Cypripedium sichuanense
Cypripédium sichuanense — травянистое растение; вид секции Trigonopedia рода Башмачок семейства Орхидные. Эндемик Китая.
Относится к числу охраняемых видов (II приложение CITES).
Китайское название: 四川杓兰 si chuan shao lan.

## Распространение и экология
Китай (распространён от Северной Сычуани до западной Центральной Сычуани). Встречается в очень тенистых участков леса, произрастает в довольно влажных условиях, но при наличии хорошего дренажа на высотах 1900—2400 метров над уровнем моря. Иногда он встречается в той же местности что и Cypripedium fargesii, но обычно в более затенённых участках леса, хотя иногда и на открытых местах, но здесь у растений чаще наблюдается признаки деградация (чахлый рост и обожжённые листья). У некоторых экземпляров Cyp. sichuanense наблюдается уменьшение количество беловато-серых волосков на лепестках. Это вероятно происходит из-за интрогрессии Cyp. fargesii.

## Ботаническое описание
Травянистый многолетник 10—12 см высотой, с толстым, иногда разветвлённым корневищем. Листовая пластинка зелёная с тёмно-красно-коричневыми пятнами, широко эллиптическая до почти округлой, 11,5—13,5 × 9,5—12 см.
Соцветие верхушечное, 1-цветковое. Цветок наименьший среди представителей секции Trigonopedia. Цветоножка хотя бы в полтора раза длиннее высоты цветка, но чаще ещё длиннее.
Цветок от жёлтого до зеленовато-жёлтого цвета, около 3,8—4,5 см в диаметре; спинные чашелистики с пятнами тёмно-бордового цвета; парус с меньшим количеством тёмно-бордовых пятен; лепестки и губа отмечены темно-бордовыми пятнами и полосами; стаминодий тёмно-бордовый. Спинные чашелистики яйцевидно-ланцетные, примерно 3,7 × 2,8 см, обе поверхности голые, реснитчатые; парус двузубчатый на вершине. Лепестки изогнуты вперед, окутывая губы, продолговато-ланцетные, примерно 4,3 × 1,6 см, голые, заострённые; губа примерно 2,6 × 1,6 см. Стаминодий примерно 10 × 9 мм. У Cyp. sichuanense, точки на губе и полоски на лепестках настолько плотны, что на растении цветы часто кажутся почти чёрными.
Cyp. sichuanense очень похож на Cypripedium margaritaceum, но у него большие листья с размахом до 43 см и немного меньший цветок с диаметром до 5 см, на более высокой цветоножке. Самая характерная особенность этого вида — длинные белые волоски на лепестках.
Цветение в июне-июле.
Опылителели Cyp. sichuanense — навозные мухи из семейства Scathophagidae.

## В культуре
Как и другие виды этой секции Trigonopedia, за исключением Cyp. fargesii, Cyp. sichuanense не терпит застойной влаги вокруг корней в течение любого времени года и всегда нуждается в хорошем дренаже. Он растёт только в областях с прохладным влажным воздухом летом и имеет узкую экологическую амплитуду, которую весьма трудно моделировать при его культивировании. Как и все другие виды секции, Cyp. sichuanense найден на почвах с pH = 6—7, над известняковыми породами под почвой.
Собранные в природе экземпляры в культуре быстро погибают. Даже когда культивируются в питомниках почти рядом с их естественной средой обитания, они выращиваются с трудом. In vitro выращенные сенцы, из семян собранных в природе, в китайском питомнике вполне жизнеспособны и каждый новый сезон устойчиво увеличиваются в размерах, хотя растут на тех же самых грядках, на которых чахнут их родители взятые из дикой природы.
Зоны морозостойкости: 5—7.